# Biblioteca de Sainte-Geneviève

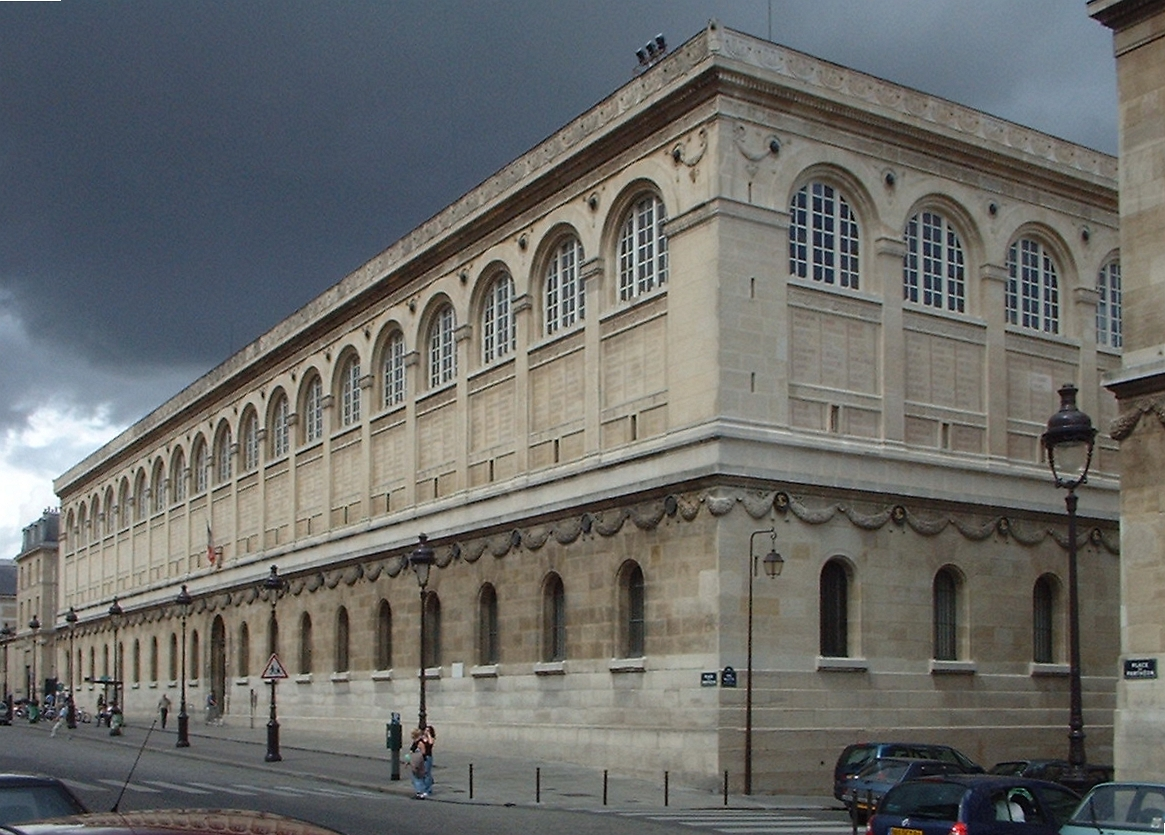
Biblioteca de Sainte-Geneviève

A Biblioteca de Sainte-Geneviève está localizada em Paris. Foi projetada por Henri Labrouste, e a construção se estendeu de 1838 a 1850.

## Projeto
Projetada em meados do século XIX, a biblioteca se destaca por sua arquitetura interna com seus arcos em ferro aparente. O plano do prédio é um retângulo longo e estreito. No piso térreo há uma livraria, uma sala de livros e administração raras. O primeiro andar é a sala de leitura, separada por dois corredores com uma linha de colunas de ferro fundido apoiando os arcos do telhado.
A fachada, de estilo neorrenascentista italiano, é composta por arcadas (janelas arqueadas) e uma sequência repetitiva de planos no térreo. No andar superior, uma série de arcadas maiores ilumina a sala de leitura, e abaixo delas, pequenas aberturas retangulares permitem a ventilação da segunda linha de prateleiras, proporcionando maior recirculação de ar e mantendo a umidade dos livros constante.
As paredes da biblioteca são adornadas com os nomes gravados dos autores mais importantes cujas obras estão coletadas na biblioteca, conferindo importância à construção e à decoração exterior.
Henri Labrouste não se limitou ao design da estrutura, mas também projetou o mobiliário, para que este se integrasse ao edifício e cumprisse plenamente sua função. Após concluir a Biblioteca de Sainte-Geneviève, Labrouste, sob a orientação de Visconti, finalizou em 1853 o projeto para a Biblioteca Nacional da França, onde retomou o uso das colunas de ferro fundido na sala de leitura.

## Galeria

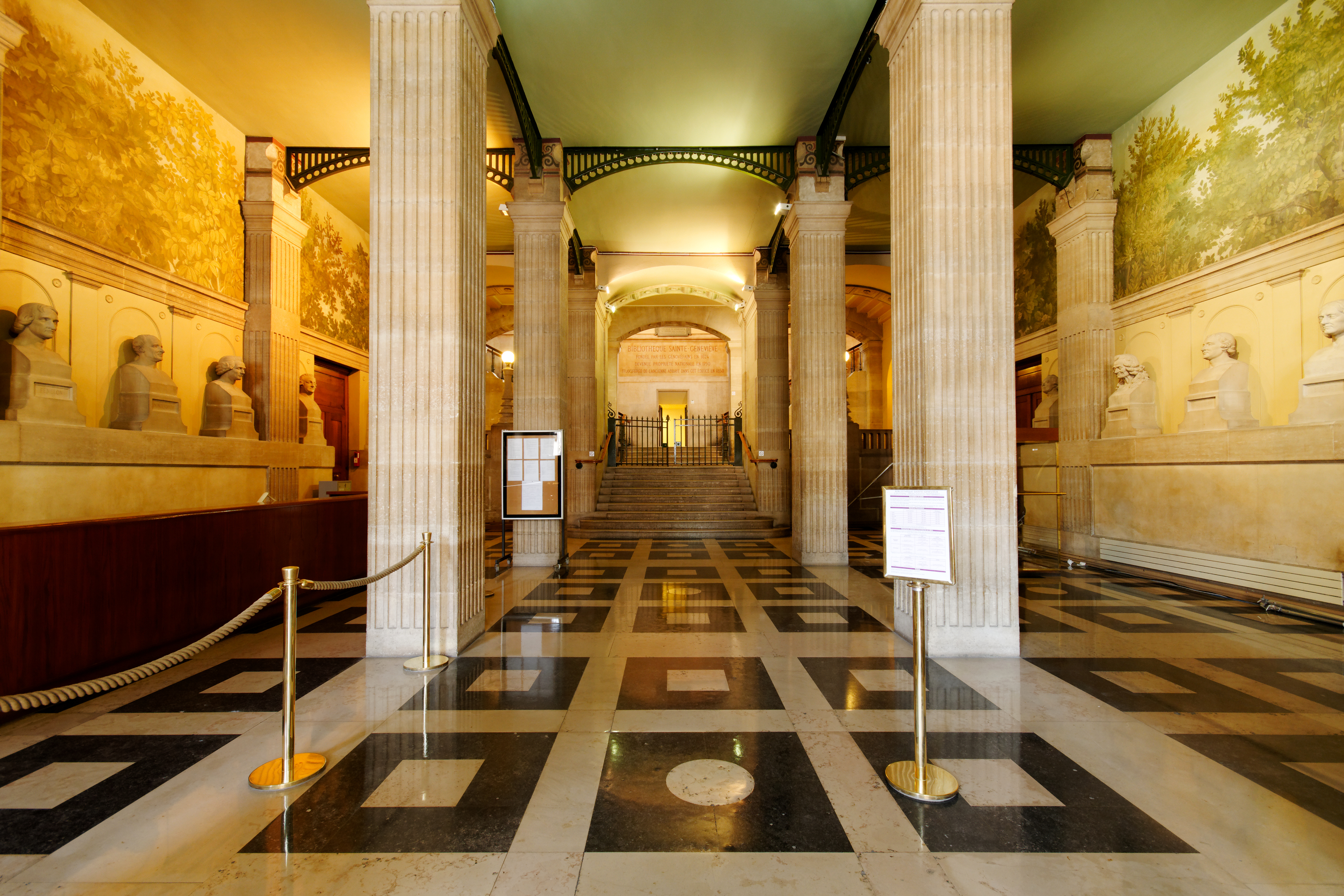
Hall de entrada
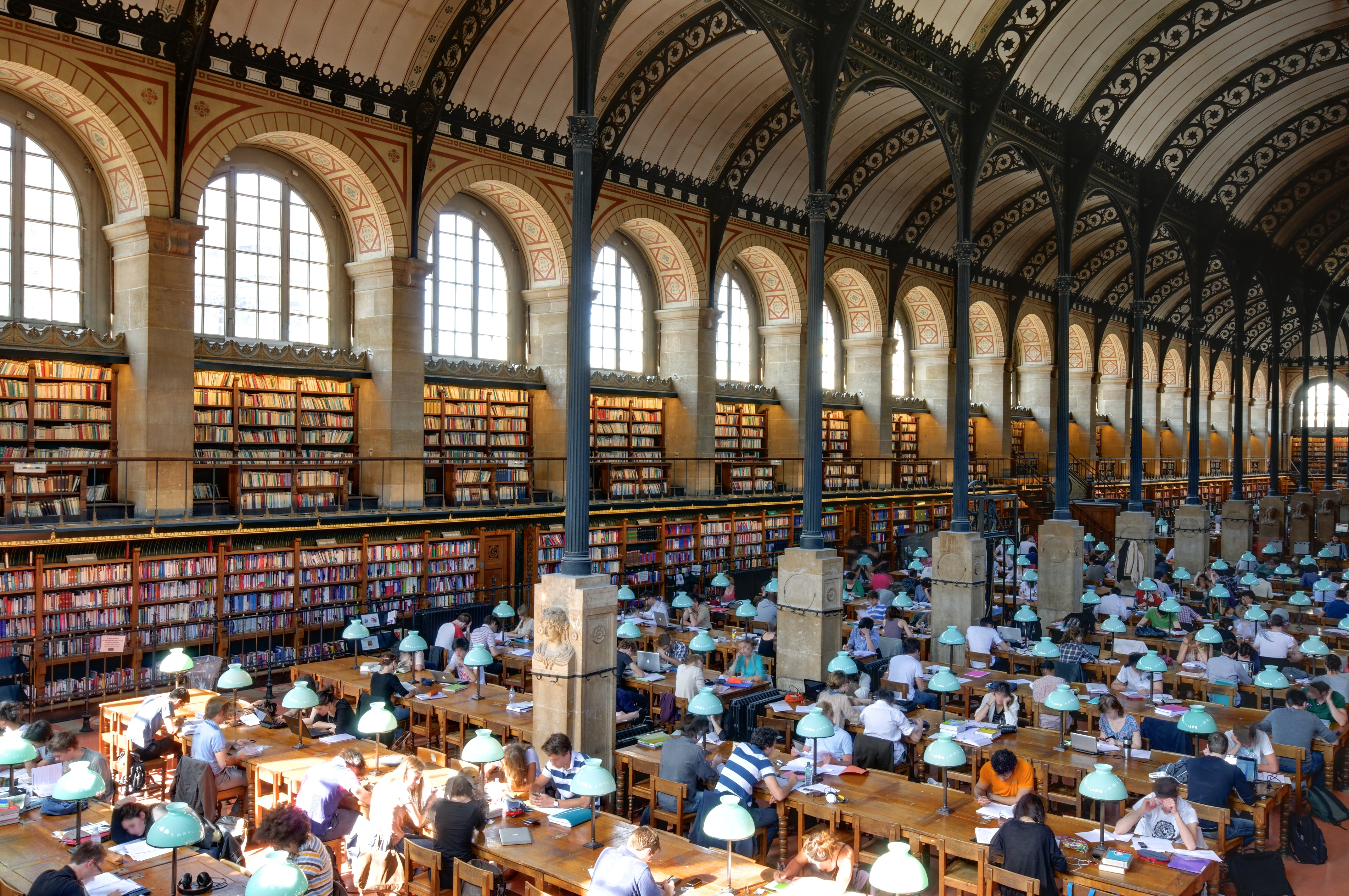
Sala de leitura em uso
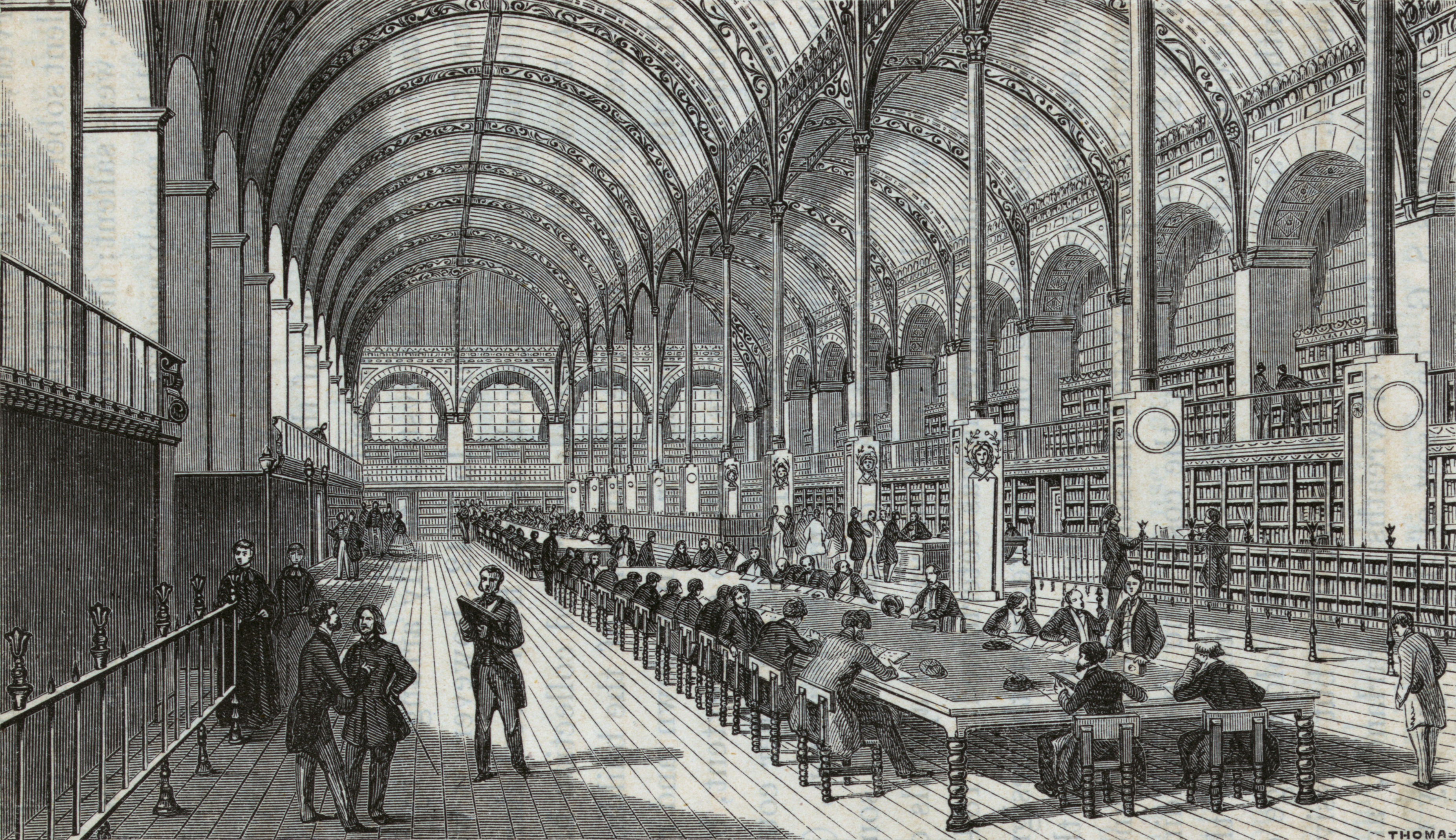
Sala de leitura em 1859
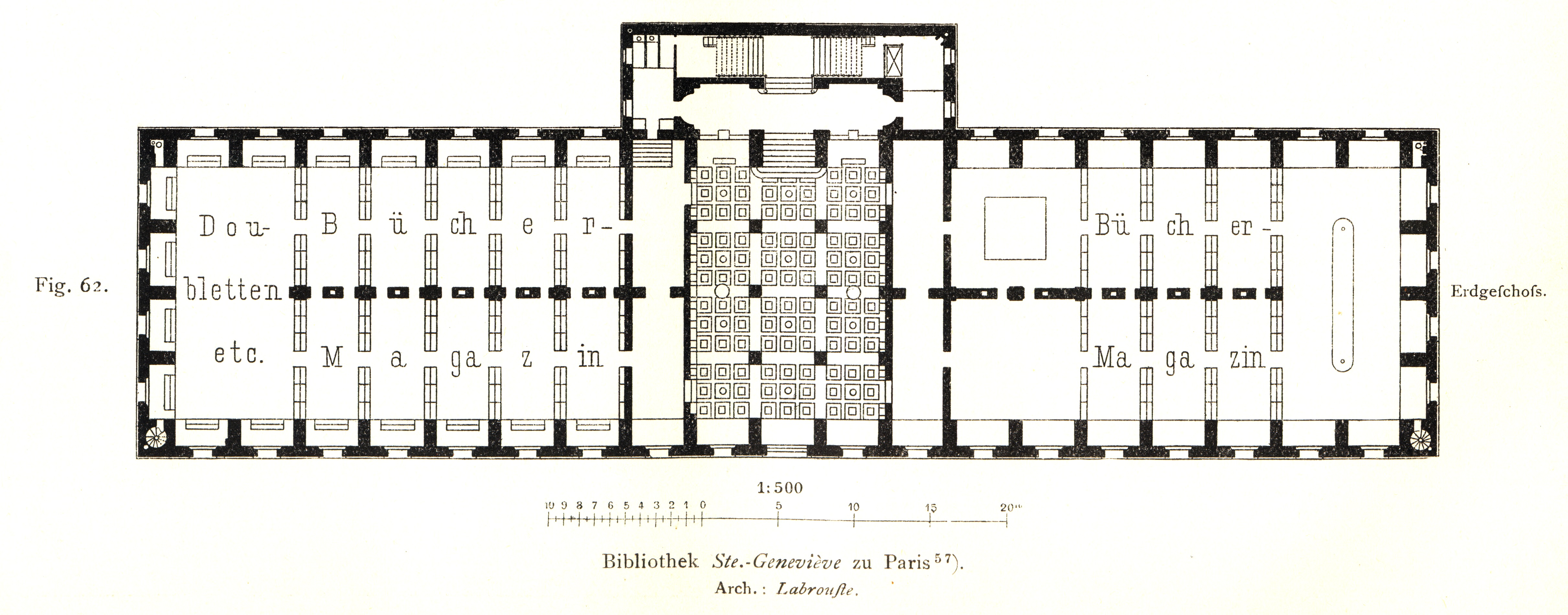
Planta do térreo (hall de entrada no centro e reservas)
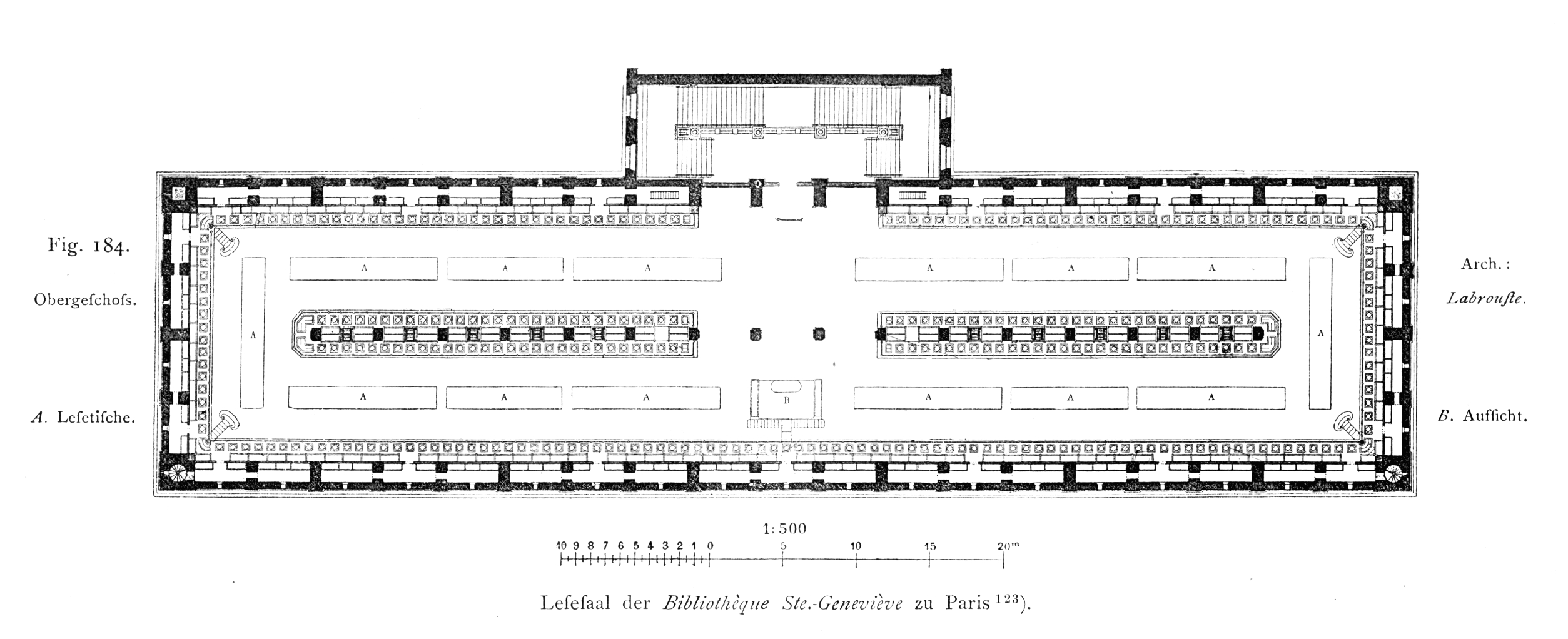
Planta original da sala de leitura
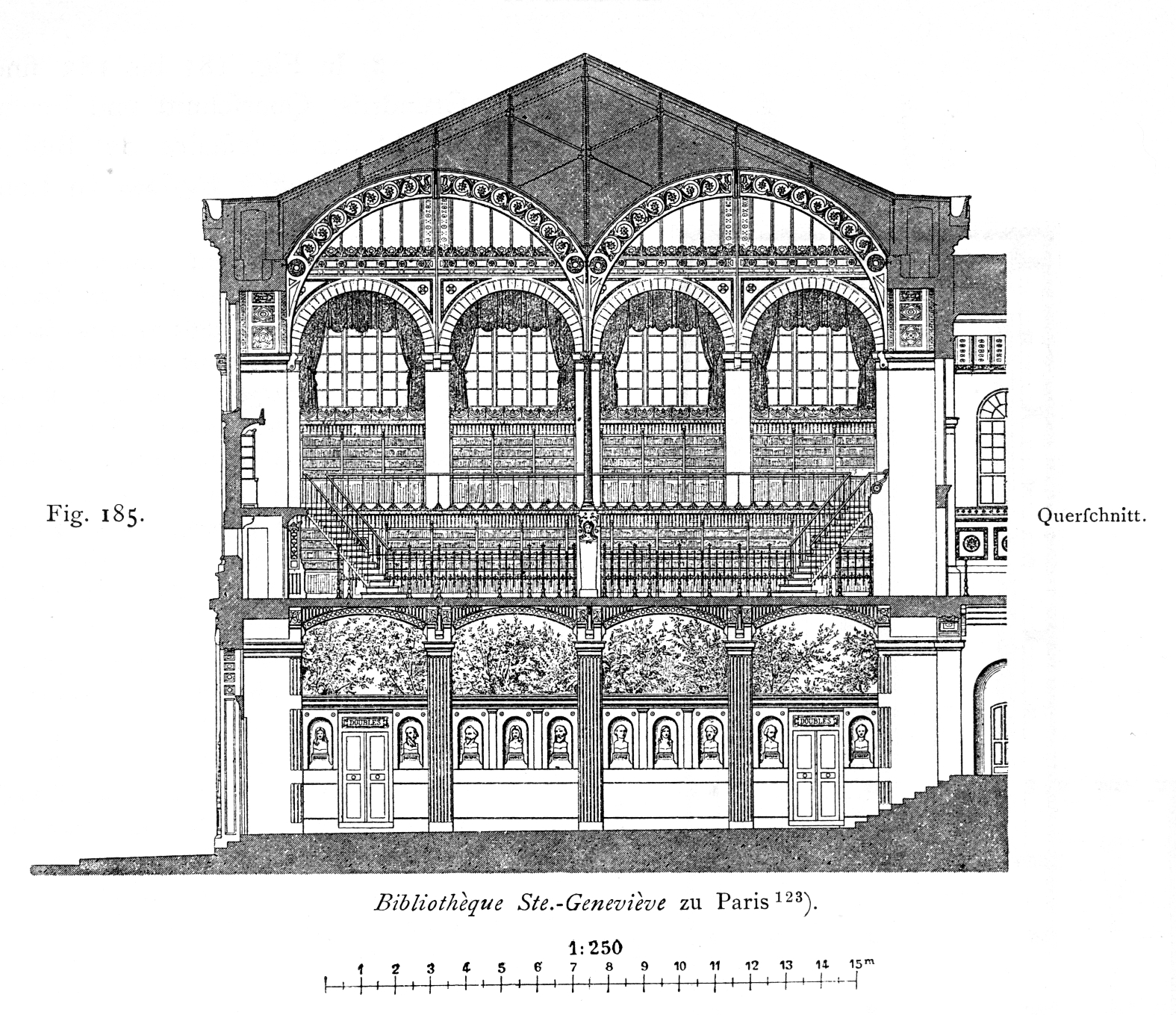
Hall e seção de sala de leitura)
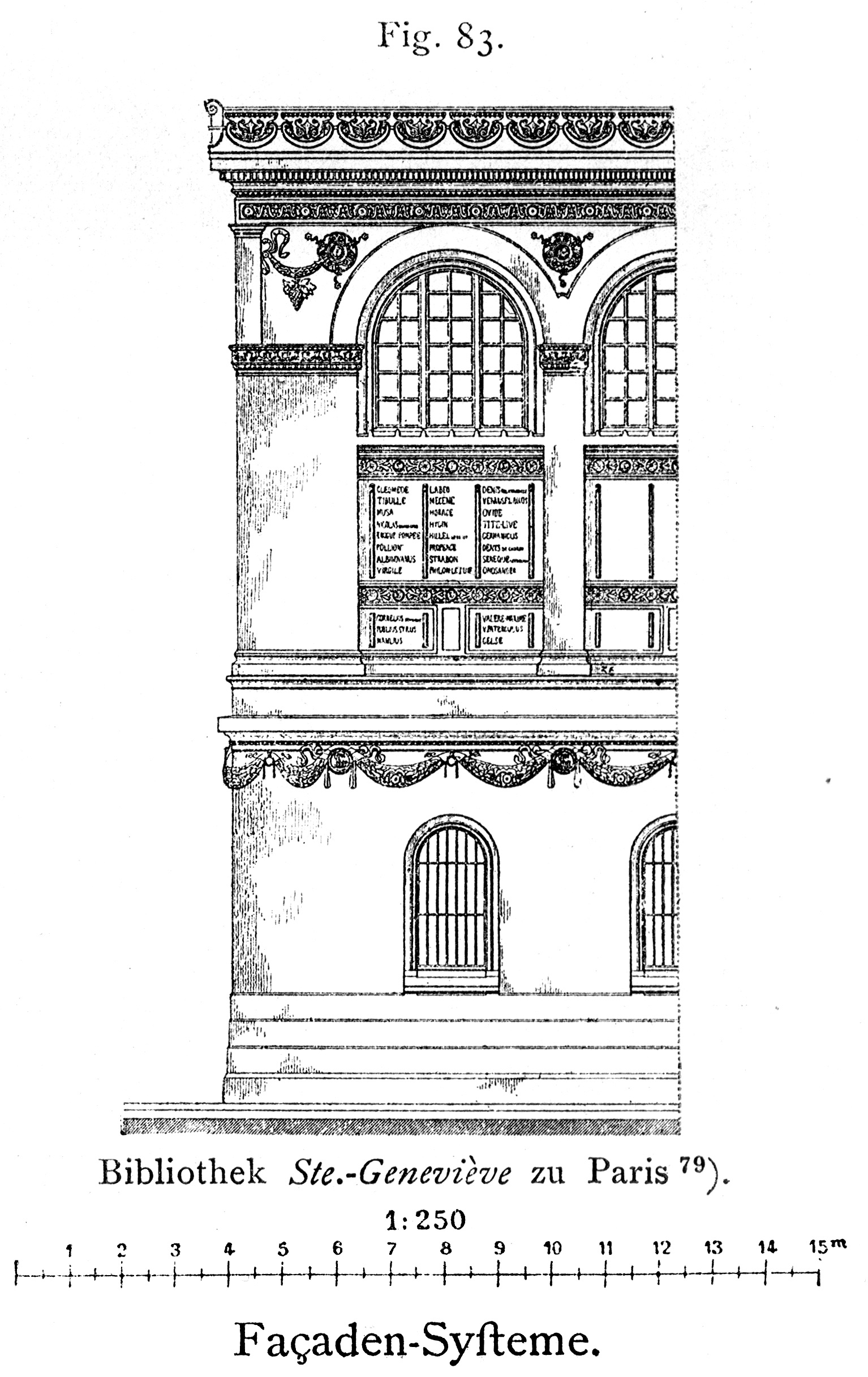
Fachada